# Estereóbata

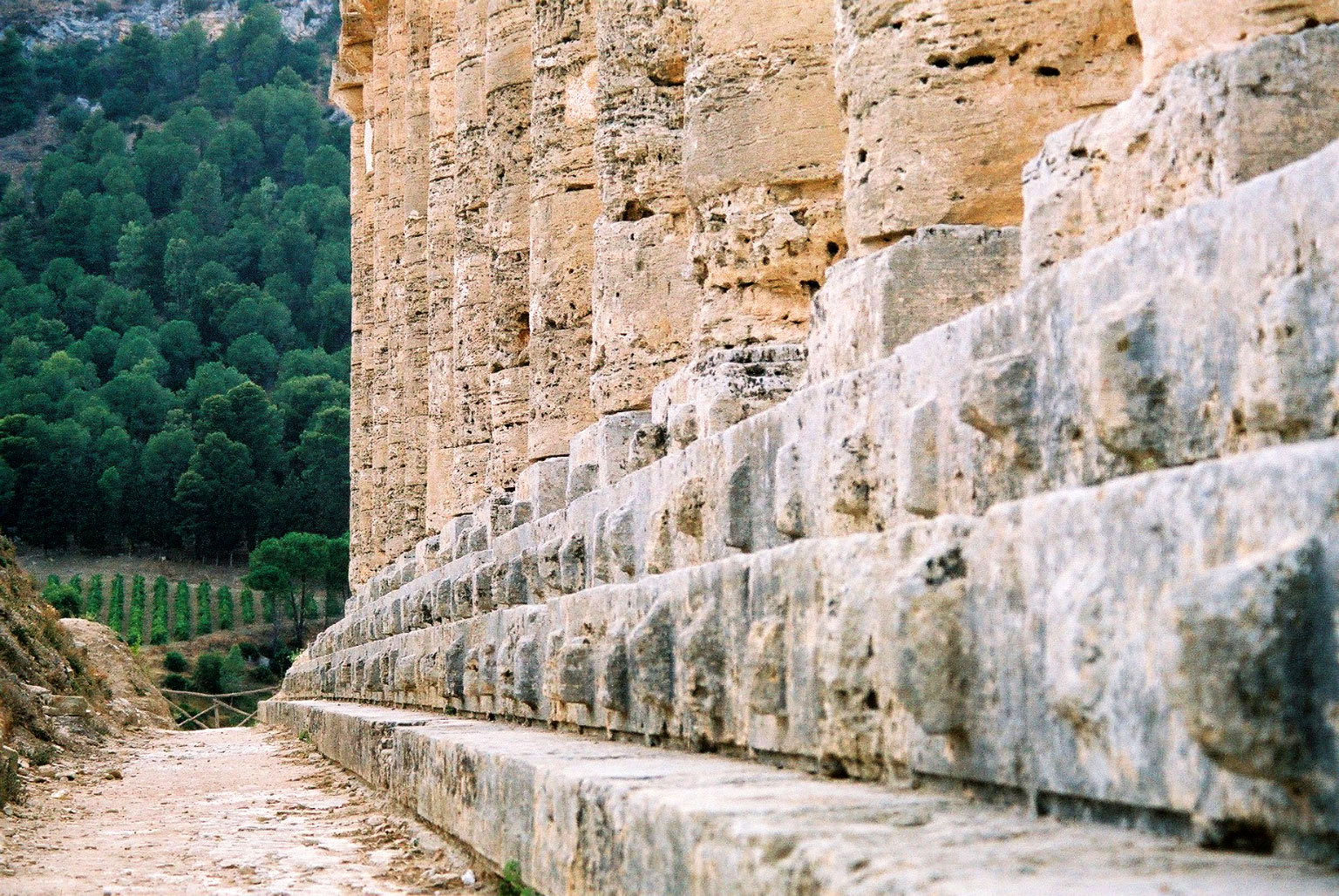
Estereóbata do templo de Segesta.

Segundo as antigas ordens arquitectónicas gregas os templos são construídos sobre uma base elevada, constituída por três degraus, denominada estereóbata ou krepis. O degrau/nível superior é designado estilóbata. É a base sobre a qual repousa uma coluna) é, em arquitetura , uma base elevada sobre a qual se apoiam as paredes ou uma colunata. Existe alguma confusão terminológica sobre o conceito porque, por vezes, refere-se ao conjunto da plataforma sobre a qual se apoia a construção e, outras vezes, ao conjunto dos dois primeiros degraus da plataforma é assim chamada. Ou seja, a parte superior do crepidoma é chamado de estilóbata (piso ou plano onde se assentam as colunas) e os pisos inferiores são designados de estereóbata.
Nos templos romanos o embasamento equivalente ao estereóbata, crepidoma, estilóbata designa-se pódio.